# تحویل در منزل
تحویل در منزل (به انگلیسی: Home Delivery) فیلمی محصول سال ۲۰۰۵ و به کارگردانی سوجوی گوش است. در این فیلم بازیگرانی همچون ویوک اوبروی، آیشا تاکیا، بومان ایرانی، ماهیما چودری، امان ورما، آبیشک باچان، سراب شوکلا، تیکو تالسانیا، جوهی چاولا، سانجای سوری، شایان منشی، سونیل شتی، نصیرالدین شاه، ریتیش دشموک و شرناز پاتل ایفای نقش کرده‌اند.